# Hans Tyderle
Hans Tyderle, vero nome Johannes Tyderle, (Svitavy, 15 dicembre 1926), è un pittore e incisore tedesco che da decenni si cimenta nell'encausto, una antichissima arte pittorica che utilizza i colori diluiti nella cera.

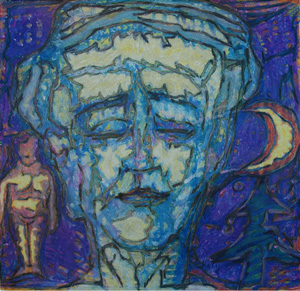
Autoritratto di Hans Tyderle

Le opere di Tyderle sono influenzate sia dall'espressionismo che dall'astrattismo. I temi trattati sono ritratti, nature morte, soggetti religiosi, nudi e soggetti erotici, raramente anche paesaggi. L'artista si firma con la sigla "Ha Ty".